# Rippenweier

Wappen von Rippenweier

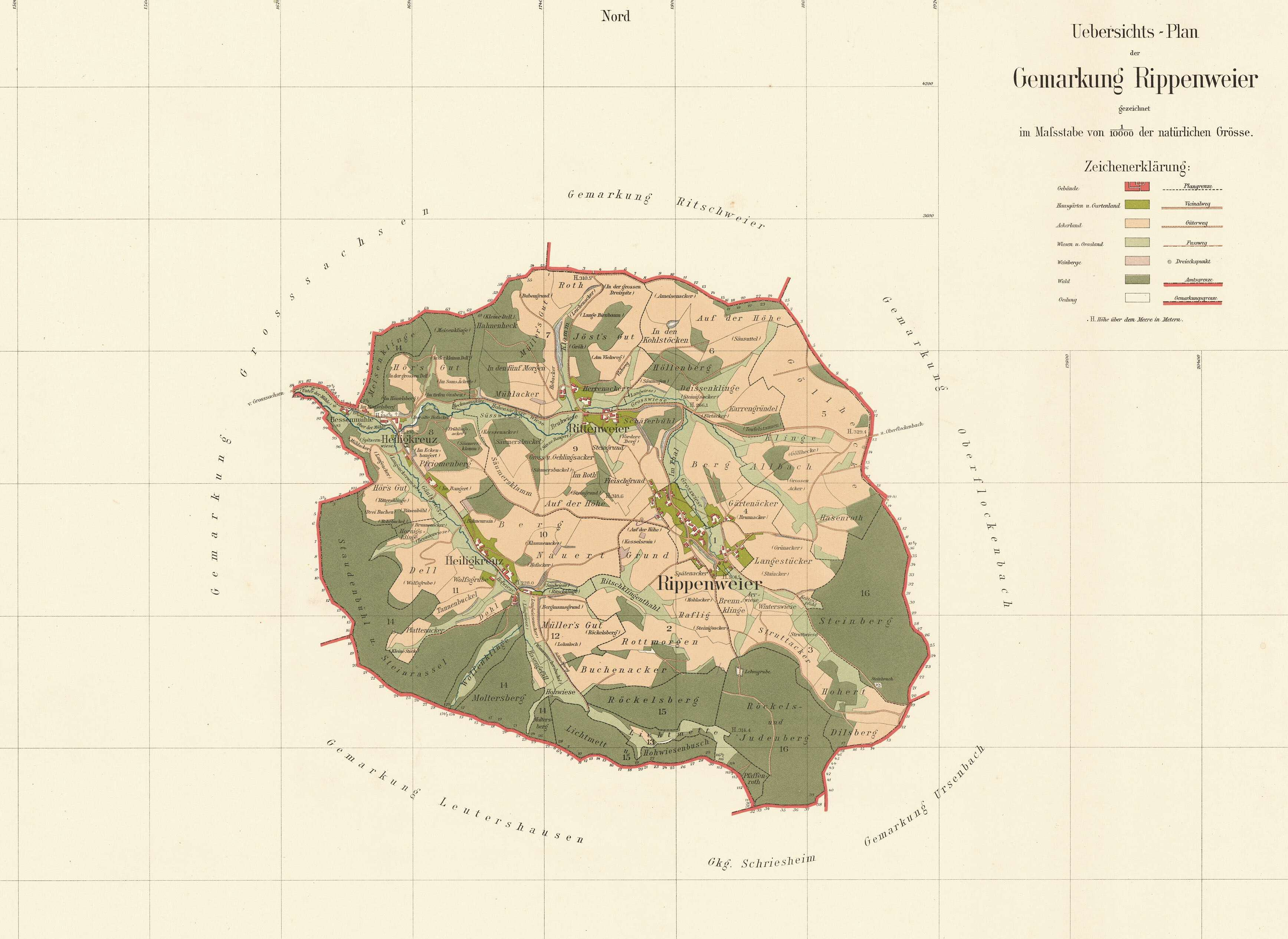
Gemarkung Rippenweier, Stand 1885

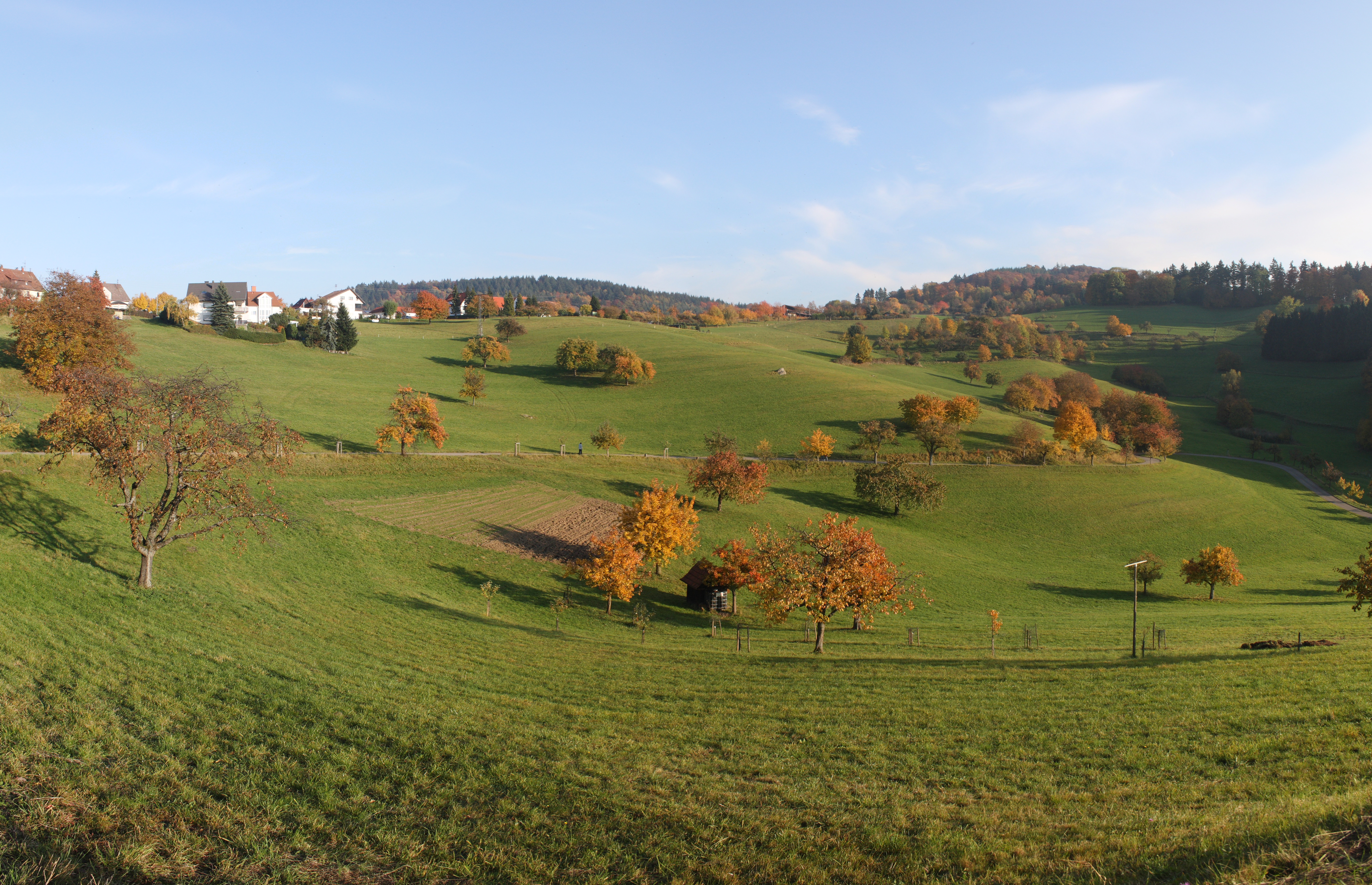
Streuobstwiesen bei Rippenweier

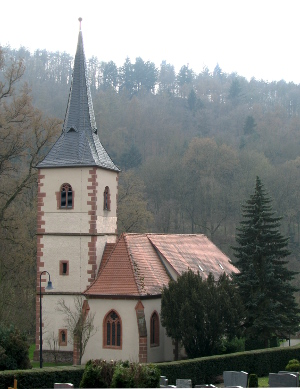
Evangelische Kirche von Heiligkreuz

Rippenweier ist eine Ortschaft im Nordwesten von Baden-Württemberg. Es bildet heute einen Teil der Stadt Weinheim im Rhein-Neckar-Kreis.

## Geographie
Rippenweier liegt im südwestlichen Teil des Odenwaldes, nur wenig östlich der Oberrheinischen Tiefebene im Tal des Apfelbachs. Die Umgebung ist hügelig und landwirtschaftlich geprägt. Weitere Orte, die zu Rippenweier gehören sind Rittenweier und Heiligkreuz.
Benachbarte Gemeinden (auch ehemalige) sind, beginnend im Norden und dann im Uhrzeigersinne, Ritschweier, Oberflockenbach, Ursenbach, Schriesheim, Leutershausen und Großsachsen.

## Geschichte
Rippenweier bildet einen Ausbauort des hohen Mittelalters. Obwohl es deutlich älter ist, wurde es urkundlich erstmals 1408 als Rippenwilre erwähnt. Die Erschließung erfolgte durch die Hirschberger von Leutershausen aus.

## Verwaltungszugehörigkeit
Rippenweier zählte zur Schriesheimer Zent, die dem Oberamt Heidelberg in der Kurpfalz unterstand. Mit deren Auflösung 1803 fiel es an Baden.
In Baden kam Rippenweier zunächst zum Amt Unterheidelberg, 1813 zum Landamt Heidelberg, 1826 zum Bezirksamt Heidelberg und 1829 zum Bezirksamt Weinheim. Da dieses 1936 aufgelöst wurde, wechselte der Ort zum Bezirksamt Mannheim. Aus diesem ging 1939 der gleichnamige Landkreis hervor.

## Gemeinde
Rippenweier hatte früher eine eigenständige Gemeinde gebildet, zu der zwischen 1812 und 1837 auch Ritschweier gehört hatte. Da Rippenweier nur wenig Geld hatte, fungierte lange Zeit ein Raum im Haus des Bürgermeisters als Treffpunkt der Gemeinderäte. Erst 1903 konnte die Gemeinde einen Bauernhof ankaufen und zum Rathaus umbauen.
Im Sommer 1972 wurde Rippenweier nach Weinheim eingemeindet.

## Verkehr
Durch Rippenweier verläuft die Landesstraße 596, die von Großsachsen im Westen kommt und in Ziegelhausen im Süden endet.

## Religiöses
Im Ortsteil Heiligkreuz steht die evangelische Kirche unter Denkmalschutz.